# Богухвала
Богухва̀ла (на полски: Boguchwała) е град в Югоизточна Полша, Подкарпатско войводство, Жешовски окръг. Административен център е на градско-селската Богухвалска община. Заема площ от 9,11 км2.

## Население
Според данни от полската Централна статистическа служба, към 1 януари 2013 г. населението на града възлиза на 5 796 души. Гъстотата е 636 души/км2.